# Palmaiola
Palmaiola je otočić smješten usred Piombinskog kanala, udaljen 3 km od Elbe i 7 km od Piombina; dio je općine Rio Marina i u potpunom je vlasništvu države.

## Geografija
U 14. stoljeću nazvan je Insulam Palmarole zbog obilja mediteranske patuljaste palme u to vrijeme. Palmaiola ima stjenovite i strme litice trokutastog oblika; duga je 461 metar, široka 396 metara, visoka 85 metara i ima 1,7 km obale. Integrirano je u područje posebne zaštite Europske unije kao područje od važnosti za zajednicu i dio je Nacionalnog parka Toskansko otočje.

## Fauna
Palmaiola ima prednost nepristupačnih litica i grmolike i niske vegetacije poput gariga, koju tvore zimzelene biljke. Posljedično, morski vranac, kaukal, sivi sokol i sredozemni galeb smatraju sigurnim mjestom za gniježđenje. Još jedna endemska vrsta na otočiću je gušter Euleptes europaea.

## Svjetionik Palmaiola
Pisanci su toranj izgradili 909. godine, a obnovio ga je Appiano iz Kneževine Piombino 1534.; novi svjetionik i kuća čuvara izgrađeni su 15. siječnja 1844., a njima je upravljala Građevinska služba za Pomorske radove; 1911. prebačen je u Službu svjetionika Regia Marina. Svjetionik se sastoji od jednokatne bijele zgrade, visoke 14 metara, na čijem se vrhu nalazi četverokutni toranj s balkonom i lanternom, smješten na visini od 105 metara nadmorske visine. Potpuno je automatiziran, aktivan i njime upravlja Marina Militare, identificirana kodnim brojem 2016 EF. U blizini zgrade izgrađen je helidrom koji Marina Militare EH-101 koristi za redovito dolijetanje tima za održavanje. Ima solarnu jedinicu za napajanje i emitira naizmjenično jedno bijelo bljeskanje u razdoblju od pet sekundi vidljivo do 10 nautičkih milja.

## Vanjske poveznice
|  | Zajednički poslužitelj ima još gradiva o temi Palmaiola |